# Herniaria incana
Herniaria incana är en nejlikväxtart som beskrevs av Jean-Baptiste de Lamarck. Herniaria incana ingår i släktet knytlingar, och familjen nejlikväxter.

## Underarter
Arten delas in i följande underarter:
- H. i. incana
- H. i. pauciflora